# Ulick Fionn Burke
Ulick Fionn Burke (mort en 1509) est le 6e seigneur de Clanricarde de 1485 à 1509.

## Origine
Ulick ou Uilleag Fionn Burke de Clanricard Mac William Uachtar est le second fils et successeur de Ulick ou Uilleag Ruadh Burke  ; Son gouvernement qui fait suite à celui déjà particulièrement long de son père assure une longue période de stabilité à leur domaine.

## Règne
Ulick Fionn Burke est un seigneur particulièrement agressif sur le plan militaire qui cherche à imposer son autorité non seulement sur ses parents les Bourke du nord Connacht, mais aussi sur les Uí Maine, le Síl Muiredaig et les cités indépendantes d'Athenry et de Galway.
En 1486, Une armée nombreuse menée par Aodh Ruadh mac Niall Ghairbh Ó Domhnaill intervient dans le Connacht, et Mac William de Clanricard, s'oppose à lui. Lors d'une rencontre, ils conviennent cependant de conditions de paix et d'amitié et Feidhlimidh Fionn mac Taidhg Ua Conchobhair Ruadh de Connacht et ses armées doivent se soumettre à Ó Domhnaill, au nom de ses territoires et de ses chefs. La paix avec le Síl Muiredaig est conclue à cette occasion et le fils de Feidhlimidh Fionn est remis en otage, au lieu de son père, à Ó Domhnaill, qui l’emmène avec lui à Tyrconnell, sur les conseils de Mac William de Clanricard. L'année suivante une armée conduite Ulick le fils d'Ulick Mac William de Clanricard détruit le bawn d'Athliag Maenagan, et les récoltes ainsi que de cités dans le domaine des Hy-Many et le Machaire-Chonnacht.
Rossa, un fils de Feidhlimidh Fionn est tué par un tir de flèche ainsi que plusieurs membres de son armée.
En 1501 Edmond, l'un des fils de Ricard Ó Cuairsge Bourke, est capturé alors qu'il revenait d'un pèlerinage à Saint-Jacques de Compostelle il n'est relâcher que contre une forte rançon des otages dont son propre fils.

## Bataille de Knockdoe
Au début de décennie 1500 le pouvoir de Ulick Burke s'était développé au point qu'il était devenu le plus puissant seigneur du 
Connacht, et de représenter une menace tant pour la famille FitzGerald que pour Aodh Dubh mac Aodha Ruaidh Ó Domhnaill, le roi de Tír Chonaill, qui considérait que le nord du Connacht était un de ses propres domaines. Pour faire face à cette menace Ulick Burke noue une alliance avec  Toirdhealbhach Donn Ó Briain, roi de Thomond et d'autres dynastes du Munster.
Au début de 1503, son fils John Burke de Clanrickard lance une grande offensive contre Ó Cellaigh (anglais: O'Kelly) soutenu par les gens de Conmaicne-Cuile, au cours de laquelle la majeure partie des Gallowglass du  Clan-Donnell et du Clan-Sweeny sont tués avec leur connétable, mais où périt également Walter, le fils de John Burke, un capitaine renommé. Ce succès est suivi d'une rencontre victorieuse contre le roi des Uí Maine, à Bel Atha na nGarbhan. Ulick Burke poursuit son offensive il attaque prend et démoli Garbh-dhoire, Muine-an-mheadha, et Gallach trois châteaux des Ó Cellaigh. Maolsheachlainn mac Taidhg  Ó Cellaigh roi d'Uí Maine dont l'épouse est par ailleurs devenue la maîtresse d'Ulick Burke porte l'affaire devant le Lord Deputy d'Irlande Gerald Fitzgerald dont l'une des filles est l'épouse d'Ulick Burke. Toutefois c'est la prise des cités libres d'Athenry et Galway qui  fait réagir FitzGerald, qui rassemble une vaste coalition de seigneur gaéliques et hiberno-Normands contre Burke incluant: Ó Donnell de Tír Conaill, Ua Neill  de Tír Eoghain, Ó Connor Roe, Mac Dermot de Moylurg ainsi que les Bourke de Mayo et de nombreux seigneurs du Pale.
Ulick Burke compte à ses côtés Toirdhealbhach Donn Ó Briain et les  Mac Namara du Thomond, Ó Carroll d'Ely, Ó Kennedy d'Ormond, Mac I Briens d'Aran, ainsi que des unités de Gallowglass soit environ 4 000 hommes. La rencontre décisive intervient lors de Bataille de Knockdoe (en) le 19 août 1504, au cours de laquelle Ulick Burke est défait.

## Succession
Les annales relèvent peu d'éléments de l'activité d'Ulick Burke jusqu'à sa mort en 1509 Il a comme successeur son frère cadet Richard II Óg Burke mais il est l'ancêtre des seigneur suivants et des comtes de Clanricard.

## Unions et postérité
Ulick Fionn Burke épouse d'abord  Slaine Ni Con Mara, une fille de Mac Namara (Sida Cam), qui meurt en 1498 et laisse une nombreuse progéniture:
- Ulick Óg Burke 8e Mac William Uachtar
- Richard Mór Burke 9e Mac William Uachtar
- Redmond Burke père de:
  - Roland Burke évêque Catholique du diocèse de Clonfert du 18 mai 1534 date de ses provisions au 20 juin 1580 il accepte la suprématie royale et reçoit les temporalités le 24 octobre 1541. Sous le règne de Marie Ire  il est pardonné mais accepte de nouveau la suprématie royale sous Élisabeth Ire. Il est mentionné lors des provisions de son successeur[7].
- Risdeárd Bacach Burke 11e Mac William Uachtar

Ulick Fionn Burke épouse ensuite Eustacia Fitzgerald une fille de Gerald FitzGerald qui, selon la tradition, se réfugie chez son père pour cause de mauvais traitements.

## Généalogie
- Ulick Ruadh Burke  († 1485)
  - Edmund  († 1486)
    - Ricard de Roscam († 1517)
      - John (f.l 1536)

  - Ulick Fionn Burke
    - Ulick Óg Burke
    - Richard Mór Burke
      - Ulick na gCeann 1er comte de Clanricard
        - Richard Sassanach 2e comte de Clanricard
          - Ulick Burke (3e comte de Clanricard)
            - Richard Burke (4e comte de Clanricarde)
              - Ulick Burke (1er marquis de Clanricarde)

        - John
        - Thomas Feranta († 1546)
        - Edmund
        - Redmond na Scuab († 1596)

    - Redmond
      - Roland Burke († 1580) évêque de Clonfert

    - Risdeárd Bacach Burke

  - Meiler abbé de Tuan
  - John  (tánaiste) († 1508)
  - Richard II Óg Burke († 1519)
    - Sir Uilleag Burke
      - Thomas Balh

    - Thomas (tánaiste) († vers 1543)
      - John de Derrymaclaghna († 1572)
        - Ricard  († 1593) ancêtre des Burke de Derrymaclaghna